# Solera (vi)
|  | No s'ha de confondre amb Solera. |

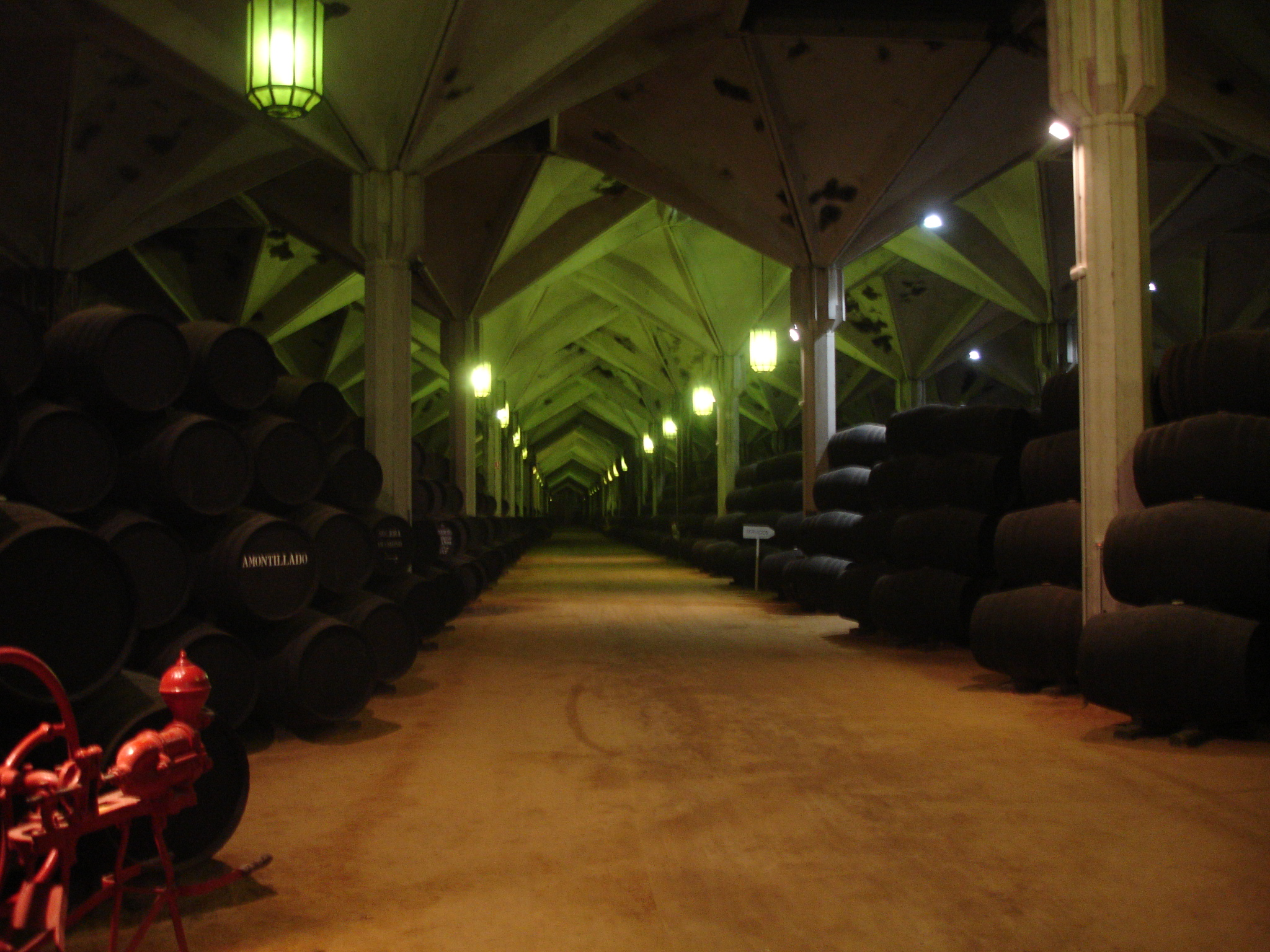
Envelliment en solera per al Xerès.

La solera, anomenada també reserva perpètua, és un mètode d'assemblatge i de criança del vi practicada en particular a Espanya. Aquest procediment s'utilitza també avui a la producció de certs xampanys, de vinagre o d'espirituosos com el rom o el whisky.

## Mode operatori
La criadera consisteix en un apilament de bótes en diverses alçades. El primer nivell, sobre el terra, és anomenat solera. Els altres nivells són anomenats primera, segona criadera
El vi en fi de criança destinat a ésser condicionat, és trascolat de la solera. La quantitat de vi treta és reemplaçada per aquella de les dues bótes situades a sobre. Així consecutivament fins a l'alçada màxima que és completada amb vi jove
Els espanyols diuen que amb aquest sistema, el vi vell educa el jove El vi descendent d'una solera en plaça d'ençà d'un segle conté encara una ínfima proporció del primer vi que té un segle d'edat. Aquest sistema permet, a més d'un envelliment del vi, una bona homogeneïtzació de la producció entre les anyades i cadascuna de les bótes d'una criadera. És particularment ben adaptat als negociants en vi. Així, el consumidor d'un d'aquests vins hi troba sempre l'estil de la casa.
Una solera de cinc nivells no significa obligatòriament que el vi hi envelleix almenys cinc anys. En efecte, és possible de trascolar i alimentar la solera cada sis mesos, per exemple.

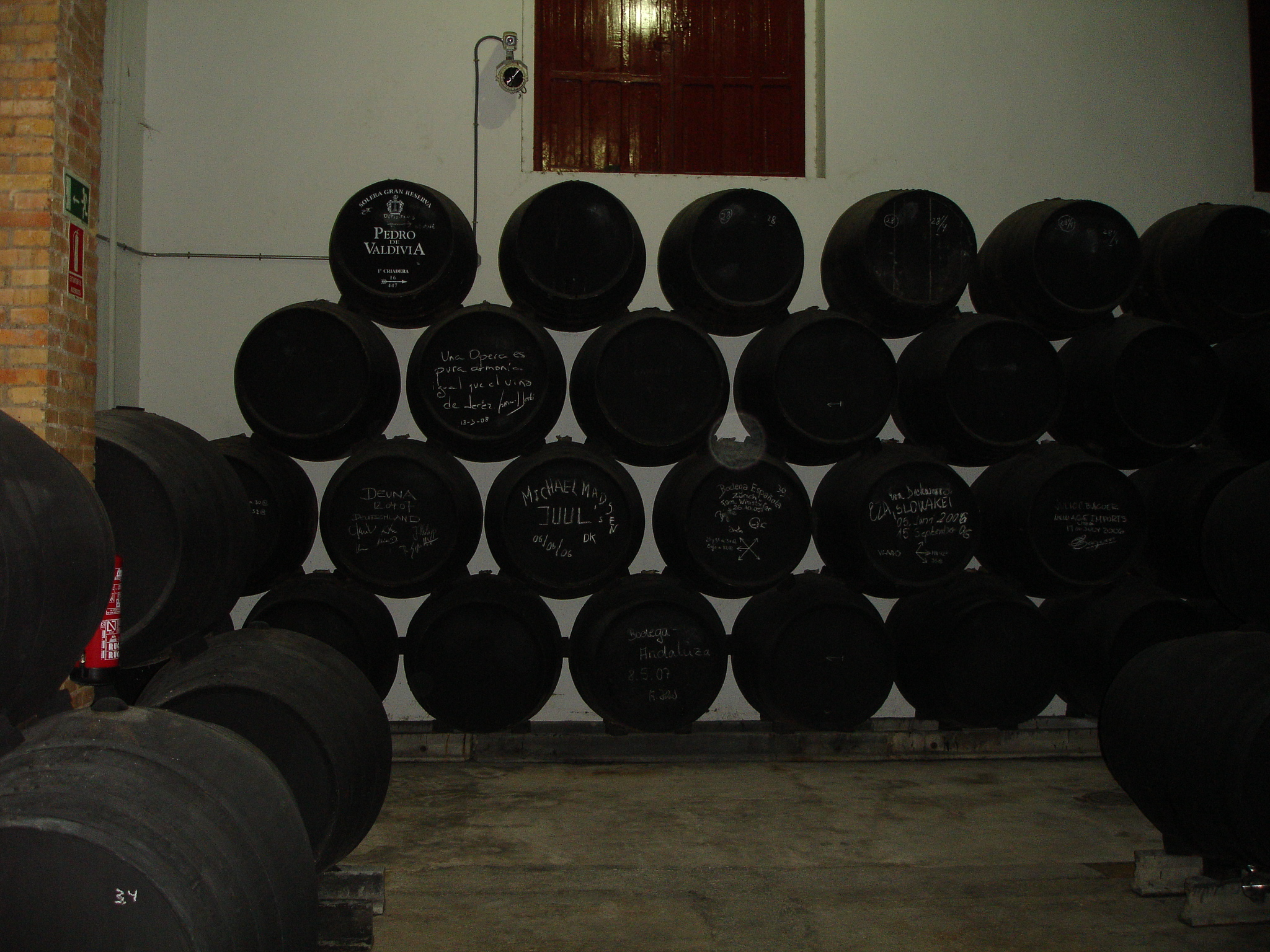
Criadera de quatre nivells